# Tāzeh Kand-e Qāţerchī
Tāzeh Kand-e Qāţerchī (persiska: تازِه كَندِ قاطِرچی, تازه کند قاطرچی) är en ort i Iran.   Den ligger i provinsen Västazarbaijan, i den nordvästra delen av landet, 600 km väster om huvudstaden Teheran. Tāzeh Kand-e Qāţerchī ligger 1 359 meter över havet och antalet invånare är 283.
Terrängen runt Tāzeh Kand-e Qāţerchī är kuperad västerut, men österut är den platt. Runt Tāzeh Kand-e Qāţerchī är det ganska tätbefolkat, med 185 invånare per kvadratkilometer. Närmaste större samhälle är Urmia, 15,1 km sydost om Tāzeh Kand-e Qāţerchī. Trakten runt Tāzeh Kand-e Qāţerchī består till största delen av jordbruksmark.